# 북위 33도
북위 33도는 적도에서 33도 북쪽을 지나는 위선이다. 아프리카와 지중해, 아시아, 태평양, 북아메리카, 대서양을 지난다.
본초 자오선에서 시작해서 동쪽 방향으로, 북위 33도선은 다음 지역을 지난다.
| 좌표                                                    | 나라, 지역, 해역 | 주석 |
| ------------------------------------------------------- | ---------------- | --- |
| 북위 33° 0′ 동경 0° 0′  / 북위 33.000° 동경 0.000°      | 알제리           | |
| 북위 33° 0′ 동경 8° 11′  / 북위 33.000° 동경 8.183°     | 튀니지           | |
| 북위 33° 0′ 동경 11° 31′  / 북위 33.000° 동경 11.517°   | 리비아           | |
| 북위 33° 0′ 동경 12° 0′  / 북위 33.000° 동경 12.000°    | 지중해           | 리비아의 트리폴리 바로 북쪽을 지난다. |
| 북위 33° 0′ 동경 35° 5′  / 북위 33.000° 동경 35.083°    | 이스라엘         | |
| 북위 33° 0′ 동경 35° 37′  / 북위 33.000° 동경 35.617°   | 골란고원         | 이스라엘이 점령 중이며, 시리아가 영유권을 주장하고 있다. 국제 연합 병력 분리 감시군 관할지                                                         |
| 북위 33° 0′ 동경 35° 53′  / 북위 33.000° 동경 35.883°   | 시리아           | |
| 북위 33° 0′ 동경 38° 5′  / 북위 33.000° 동경 38.083°    | 요르단           | |
| 북위 33° 0′ 동경 39° 3′  / 북위 33.000° 동경 39.050°    | 이라크           | |
| 북위 33° 0′ 동경 46° 6′  / 북위 33.000° 동경 46.100°    | 이란             | |
| 북위 33° 0′ 동경 60° 38′  / 북위 33.000° 동경 60.633°   | 아프가니스탄     | |
| 북위 33° 0′ 동경 69° 30′  / 북위 33.000° 동경 69.500°   | 파키스탄         | |
| 북위 33° 0′ 동경 74° 21′  / 북위 33.000° 동경 74.350°   | 인도             | 잠무 카슈미르주 - 파키스탄이 영유권을 주장한다. 히마찰프라데시주 잠무 카슈미르주 - 파키스탄이 영유권을 주장한다.                                   |
| 북위 33° 0′ 동경 79° 14′  / 북위 33.000° 동경 79.233°   | 악사이친         | 인도와 중화인민공화국의 영토 분쟁 지역. |
| 북위 33° 0′ 동경 79° 21′  / 북위 33.000° 동경 79.350°   | 중화인민공화국   | 티베트 자치구 칭하이성 쓰촨성 칭하이성 쓰촨성 간쑤성 산시성 후베이성 허난성 안후이성 장쑤성 안후이성(약 12km) 장쑤성                               |
| 북위 33° 0′ 동경 126° 16′  / 북위 33.000° 동경 126.267° | 대한민국 해역    | 대한민국의 마라도 바로 남쪽을 지난다. |
| 북위 33° 0′ 동경 129° 2′  / 북위 33.000° 동경 129.033°  | 일본             | 나카도리섬: — 나가사키현 규슈섬: — 나가사키현 — 사가현 — 구마모토현 — 오이타현 시코쿠섬: — 에히메현 — 고치현                                       |
| 북위 33° 0′ 동경 133° 1′  / 북위 33.000° 동경 133.017°  | 태평양           | |
| 북위 33° 0′ 서경 118° 35′  / 북위 33.000° 서경 118.583° | 미국             | 캘리포니아주 - 산클레멘테섬 |
| 북위 33° 0′ 서경 118° 33′  / 북위 33.000° 서경 118.550° | 태평양           | |
| 북위 33° 0′ 서경 117° 17′  / 북위 33.000° 서경 117.283° | 미국             | 캘리포니아주 애리조나주 뉴멕시코주 텍사스주 루이지애나주 - 아칸소주와의 경계 바로 남쪽을 지난다. 미시시피주 앨라배마주 조지아주 사우스캐롤라이나주 |
| 북위 33° 0′ 서경 79° 28′  / 북위 33.000° 서경 79.467°   | 대서양           | |
| 북위 33° 0′ 서경 16° 23′  / 북위 33.000° 서경 16.383°   | 포르투갈         | 칼섬, 마데이라 제도 포르투산투섬 바로 남쪽의 작은 섬.                                                                                              |
| 북위 33° 0′ 서경 16° 22′  / 북위 33.000° 서경 16.367°   | 대서양           | |
| 북위 33° 0′ 서경 8° 45′  / 북위 33.000° 서경 8.750°     | 모로코           | |
| 북위 33° 0′ 서경 1° 28′  / 북위 33.000° 서경 1.467°     | 알제리           | |

## 같이 보기
- 북위 32도
- 북위 34도